# Liljeholmsberget

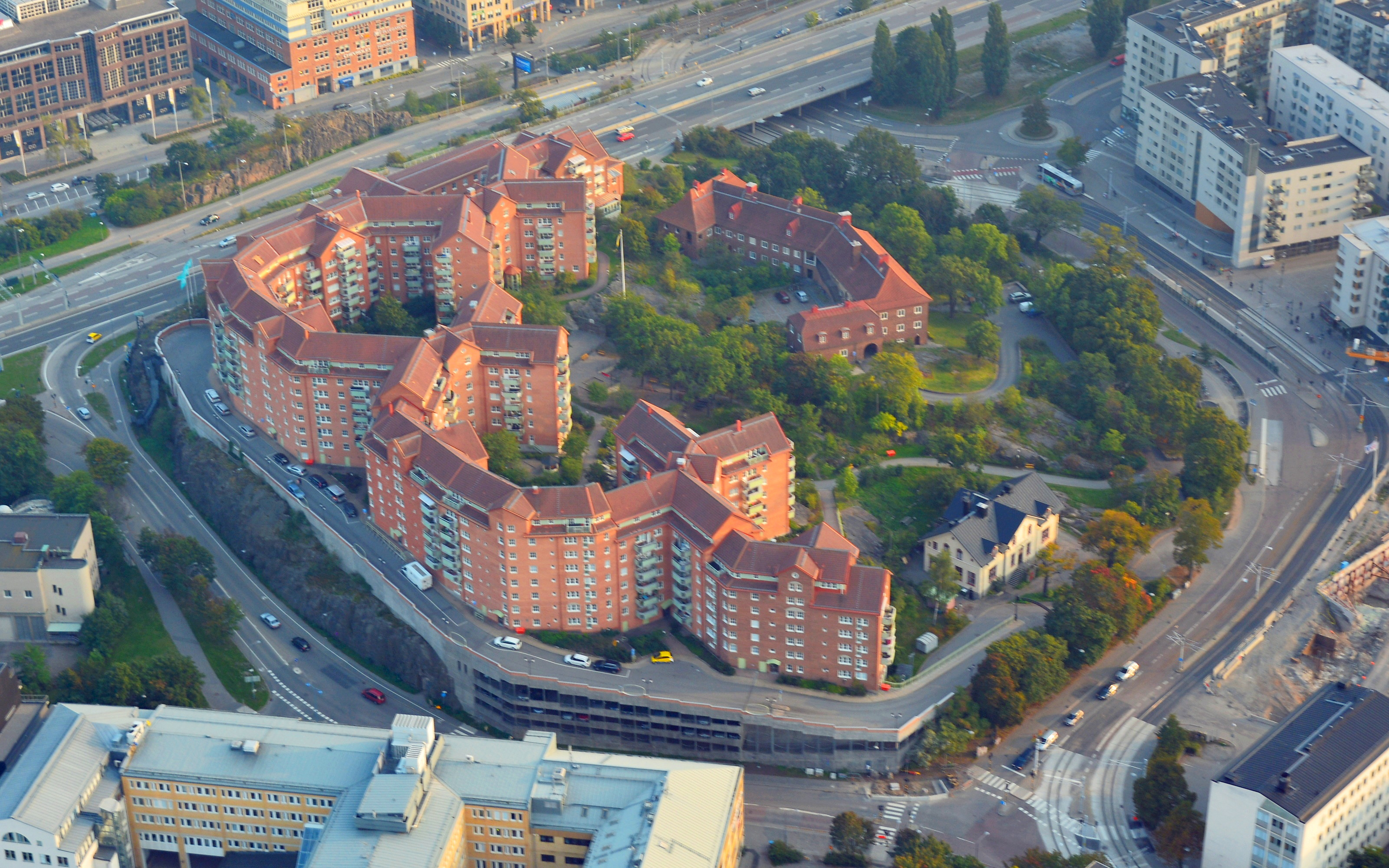
Liljeholmsberget från luften, september 2014. I bakgrunden Södertäljevägen.

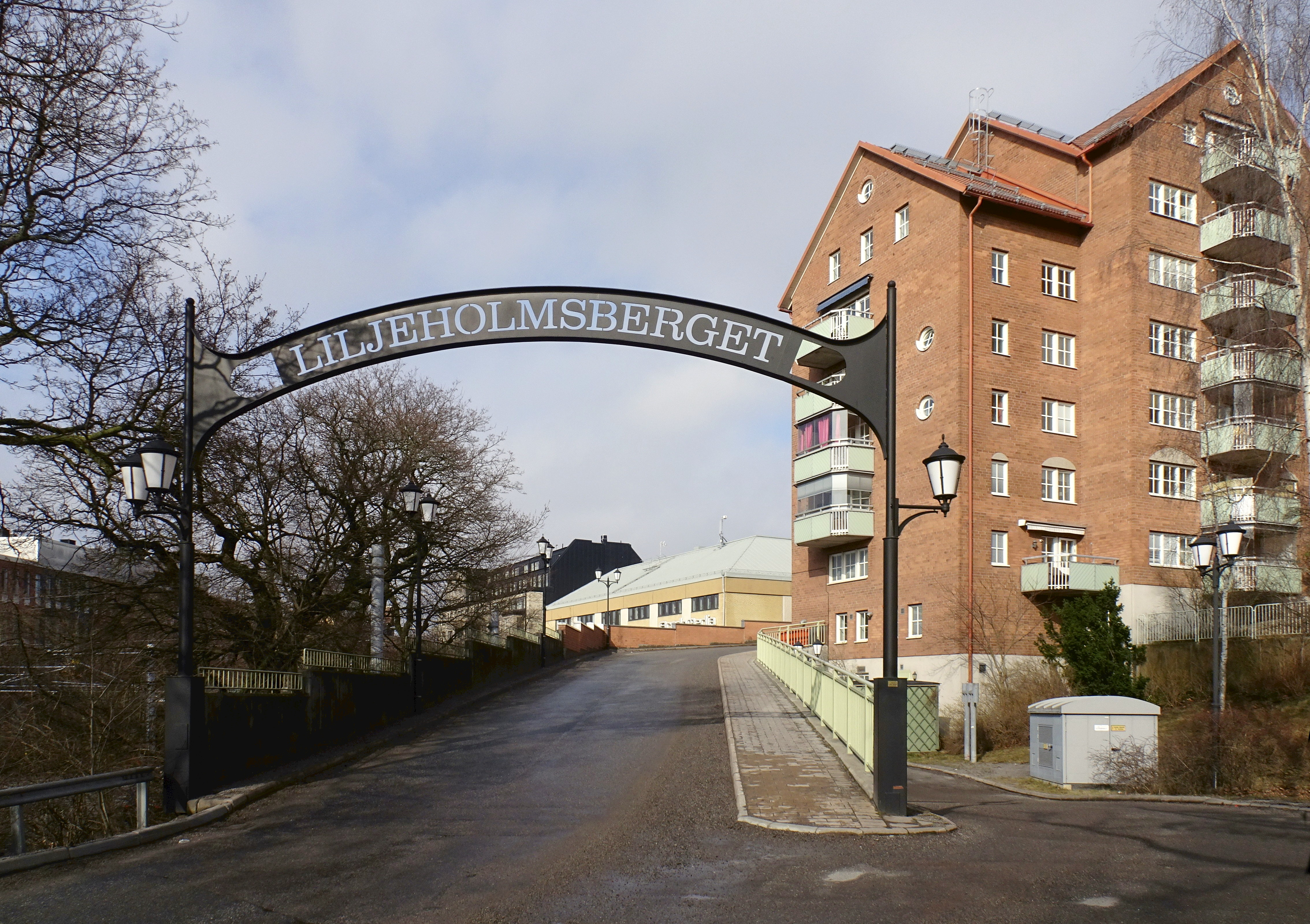
Liljeholmsberget, uppfart till bostadskvarteret "Lilla Katrineberg".

Liljeholmsberget är en bergsknalle och ett bostadsområde i stadsdelen Liljeholmen i Stockholms kommun.

## Beskrivning
Liljeholmsberget ligger mellan Södertäljevägen, Liljeholmsinfarten och Liljeholmsvägen. Den östra delen av berget sprängdes bort när Södertäljevägen drogs i rak linje från Liljeholmsbron 1930–1932; ytterligare delar av berget försvann när vägen breddades 1956.
Berget når 26 meter över havet. På 1800-talets början stod en väderkvarn på bergets topp. Första byggnaden vid bergets västra sluttning var Liljeholmens folkskola invigd år 1900. Det följdes 1925 av  Brännkyrkas församlingshus, som placerades på bergets topp. Församlingshuset ritades av arkitekt Hakon Ahlberg för Brännkyrka församling. Sedan 2003 finns Nordiska musikgymnasiet i byggnaden. 
Åren 1992–1995 byggdes 265 lägenheter av Sveriges Bostadsföreningars Centralorganisation, med Göran Ahlqvist som arkitekt, för Bostadsrättsföreningen Liljeholmsberget. Acke Oldenburg svarade för den konstnärliga utsmyckningen.
Basområdet Liljeholmsberget hade 532 invånare 2005.